# 域内統一決済システム

ALBA加盟国

域内統一決済システム（西: Sistema Único de Compensación Regional）は、米州ボリバル同盟（ALBA）によって計画されている暗号通貨。スペイン語の頭文字を取ってSUCRE（スクレ）とも呼ばれる。2010年にエクアドル - ベネズエラ間の取引に限って試験的に導入された。